# José Pérez González
Blahoslavený José Pérez González, řeholním jménem Ramiro (Ramir) ze Sobradilla (5. ledna 1907, Sobradillo – 27. listopadu 1936, Paracuellos de Jarama), byl španělský římskokatolický kněz, řeholník Řádu menších bratří kapucínů a mučedník.

## Život
Narodil se 5. ledna 1907 v Sobradillu v rodině deseti dětí jako syn Vicenta Pérez Medina a
Lorenzy González González. Pokřtěn byl 13. ledna a 3. května 1911 přijal svátost biřmování.
Vstoupil ke kapucínům v Basurto-Bilbao. Dne 15. srpna 1922 přijal hábit a jméno Ramiro. Dne 19. srpna 1923 složil své sliby a poté byl poslán do vyššího semináře v Montehano, kde studoval teologii a filosofii. Poté byl 14. června 1930 vysvěcen na kněze. Roku 1932 byl předělen do kláštera v El Pardo, kde působil jako profesor na serafínské koleji, a následně do kláštera Jesús v Madridu, kde byl pomocným provinčním sekretářem.
Po vypuknutí Španělské občanské války a začátku pronásledování katolické církve se 9. srpna ukryl u své rodiny v Madridu. Dne 15. října byl odveden a zatčen za to, že je řeholníkem. Byl vězněn a nakonec 25. listopadu odsouzen lidovým soudem k trestu smrti. Dne 27. listopadu byl spolu s dalšími vězni v Paracuellos de Jarama zastřelen.

## Proces blahořečení
Proces jeho blahořečení byl zahájen roku 1954 v arcidiecézi Madrid spolu s dalšími jedenatřiceti spolubratry kapucíny.
Dne 27. března 2013 uznal papež František jejich mučednictví. Blahořečeni byli 13. října 2013 ve skupině 522 španělských mučedníků.